# اونی کریستیانسن
اونی کریستیانسن (انگلیسی: Unni Kristiansen) ورزشکار ورزش دوگانه اهل نروژ است.
وی در مسابقات کشوری و بین‌المللی در مجموع برندهٔ ۱ مدال برنز شده‌است.